# Strandby (Vesthimmerlands Kommune)
Strandby ist eine dänische Ortschaft mit 261 Einwohnern (Stand 1. Januar 2023) im westlichen Himmerland. Die Ortschaft ist seit der Kommunalreform 2007 Bestandteil der Vesthimmerlands Kommune in der Region Nordjylland. Zuvor war sie Bestandteil der Farsø Kommune im Amt Nordjütland. 
Strandby liegt zwei Kilometer südöstlich von Ertebølle und etwa neun Kilometer westlich von Farsø. Die Risgårde Bredning, ein etwa 20 km2 großes Fahrwasser im Limfjord nördlich von Hvalpsund, liegt etwa einen Kilometer westlich.